# ブラック・シーザー
ブラック・シーザー（Black Caesar、？ - 1718年）として知られるシーザーは、海賊の黄金時代のカリブ海で活動した黒人海賊。黒髭ことエドワード・ティーチの部下としてアン女王の復讐号に乗り組んでおり、黒髭がロバート・メイナードに殺された戦いで生き延びたことで知られる。

## 伝説
シーザーの細かな人物像については謎に包まれているが、彼は巨躯・強靭で高い知性を持った黒人で、しばしば何らかのアフリカ部族の酋長であったと語られる。シーザーは奴隷商人に捕らわれるが、商船の乗組員の1人と意気投合し、彼から水や食料などを融通される。船がフロリダの海岸に近付いた際にハリケーンに遭遇してしまい、2人は混乱に乗じて手漕ぎボートで脱出する。2人はその後の数年間にわたり、遭難者を装って助けに来た船を襲うことで金品を蓄える。風聞では彼らは奪った財宝をフロリダのエリオット・キーという小島に埋めていたとされ、また掠奪行為で捕らえた女性のハーレムを築いていたとされる。蓄えにより乗組員を雇えるようになったシーザーは外洋に進出し、それに伴って捕虜たちの維持を放棄して女性たちの多くが餓死したという。

## 実態
実際のシーザーの記録として確認できることは黒髭ことエドワード・ティーチの部下として「アン女王の復讐」号に乗船していたことである。シーザーは「アン女王の復讐」号が放棄された後、1718年11月22日にロバート・メイナードによって黒髭が殺されるまで共に航海した。黒髭はシーザーにメイナードが乗り込んで来たら船を爆破するよう命じており、実際にシーザーは弾薬庫に火を付ける一歩手前だったが、船倉に押し込まれていた商人のサミュエル・オデルと彼の部下によって阻止される。海賊史の著者キャプテン・チャールズ・ジョンソンはこの一件の人物について「黒髭が育てた命知らずの黒人部下」と記しているだけで、それがシーザーであるかは明言していない。
シーザーは戦いを生き延びるが捕らわれ、裁判によって有罪となり絞首刑に処された。